# Selkäsaaret (ö i Finland, Kajanaland, Kehys-Kainuu, lat 64,39, long 29,21)
Selkäsaaret är en ö i Finland. Den ligger i sjön Vuosanganjärvi och Hyötyjärvi och i kommunen Kuhmo i den ekonomiska regionen  Kehys-Kainuu  och landskapet Kajanaland, i den centrala delen av landet, 500 km nordost om huvudstaden Helsingfors. Öns area är 2,2 hektar och dess största längd är 240 meter i öst-västlig riktning.  Notera att namnet antyder att det är fråga om flera öar.